# Danny Ward (1990)
Daniel Carl 'Danny' Ward (Bradford, 9 december 1990) is een Engels voetballer. 

## Carrière
Ward verruilde in 2007 de jeugdopleiding van Leeds United voor die van Bolton Wanderers. Op 15 augustus 2009 maakte Ward zijn debuut in de Premier League tegen Sunderland. Ward kwam 7 minuten voor tijd het veld in als vervanger van Johan Elmander. Een week later speelde hij zijn tweede en tevens laatste wedstrijd voor Bolton, tegen Hull City. In november 2009 werd Ward voor een halfjaar verhuurd aan Swindon Town. Hij speelde uiteindelijk 32 wedstrijden voor de club, waarvan één in de FA Cup. In 2010 en 2011 verhuurd de club hem nog aan respectievelijk Coventry City en Huddersfield Town. Huddersfield Town besloot na de verhuurperiode Ward te contracteren. In de jaren die volgden speelde Ward meer dan 100 wedstrijden voor de club. 
Op 9 januari 2015 werd hij voor de duur van een maand uitgeleend aan Rotherham United, dat daarbij ook een optie tot koop bedong. Drie dagen later, nadat hij pas één wedstrijd had gespeeld voor de club, werd bekendgemaakt dat Ward definitief de overstap maakte naar Rotherham United. Hij tekende een contract tot medio 2017 bij de club. Aan het einde van het seizoen 2016/17 degradeerde Rotherham United na een 24e plaats naar de League One. Ward daalde niet met Rotherham af, maar tekende op 23 juni 2017 een contract tot medio 2020 bij Cardiff City.
Hij maakte zijn debuut voor de club in de seizoensopener tegen Burton Albion, toen hij inviel voor Junior Hoilett. Ward maakte zijn eerste doelpunt voor Cardiff op 9 september 2017 tegen Fulham (1-1). Hij promoveerde aan het einde van het seizoen met Cardiff City naar de Premier League, maar zou na een seizoen met de club terug degraderen. 
In 2020 keerde hij terug naar Huddersfield Town, waar hij wederom eerste spits werd. Ward werd transfervrij na afloop van zijn contract aan het einde van het seizoen 2024/25. Over drie periodes verdeeld speelde de spits in totaal 284 wedstrijden voor de club, scoorde 47 keer en gaf 32 assists. Zijn laatste seizoen werd vroegtijdig beëindigd door een kruisbandblessure, waardoor Ward de mogelijkheid kreeg om zijn revalidatie bij de club voort te zetten totdat hij fit genoeg is om elders te spelen.

## Statistieken
| Seizoen | Club                     | Land     | Competitie     | Competitie | Competitie | Beker | Beker | Totaal | Totaal |
| Seizoen | Club                     | Land     | Competitie     | Wed.       | Dlp.       | Wed.  | Dlp.  | Wed.   | Dlp.   |
| ------- | ------------------------ | -------- | -------------- | ---------- | ---------- | ----- | ----- | ------ | ------ |
| 2009/10 | Bolton Wanderers         | Engeland | Premier League | 2          | 0          | 0     | 0     | 2      | 0      |
| 2009/10 | Swindon Town (huur)      | Engeland | League One     | 28         | 7          | 1     | 0     | 29     | 7      |
| 2010/11 | Coventry City (huur)     | Engeland | Championship   | 5          | 0          | 0     | 0     | 5      | 0      |
| 2010/11 | Huddersfield Town (huur) | Engeland | League One     | 7          | 3          | 0     | 0     | 7      | 3      |
| 2011/12 | Huddersfield Town        | Engeland | League One     | 39         | 4          | 5     | 1     | 4      | 5      |
| 2012/13 | Huddersfield Town        | Engeland | Championship   | 28         | 2          | 1     | 0     | 29     | 2      |
| 2013/14 | Huddersfield Town        | Engeland | Championship   | 38         | 10         | 2     | 0     | 40     | 10     |
| 2014/15 | Huddersfield Town        | Engeland | Championship   | 12         | 0          | 2     | 0     | 14     | 0      |
| 2014/15 | Rotherham United (huur)  | Engeland | Championship   | 1          | 0          | 0     | 0     | 1      | 0      |
| 2014/15 | Rotherham United         | Engeland | Championship   | 15         | 3          | 0     | 0     | 15     | 3      |
| 2015/16 | Rotherham United         | Engeland | Championship   | 34         | 4          | 2     | 0     | 36     | 4      |
| 2016/17 | Rotherham United         | Engeland | Championship   | 41         | 11         | 2     | 1     | 43     | 12     |
| 2017/18 | Cardiff City             | Wales    | Championship   | 18         | 4          | 2     | 0     | 20     | 4      |
| 2018/19 | Cardiff City             | Wales    | Premier League | 14         | 1          | 2     | 0     | 16     | 1      |
| 2019/20 | Cardiff City             | Wales    | Championship   | 28         | 7          | 3     | 1     | 16     | 1      |
| 2020/21 | Huddersfield Town        | Engeland | Championship   | 19         | 1          | 1     | 0     | 20     | 1      |